# Загоровские
Загоровские (пол. Zahorowski) — западнорусский дворянский род герба Корчак.
Их предок, Пётр Богданович Загоровский (укр. Петро Загоровський‎; ? — 1566), был луцким городничим. Василий Ферапонтович Загоровский был казачьим старшиной в отряде Радзивилла 1585. Его потомство внесено в VI часть родословной книги Минской губернии.
Одна из ветвей Загоровских уже с 1655 года состояла в русском подданстве и была внесена во II часть родословной книги Смоленской губернии.